# トビイロケアリ
トビイロケアリ（鳶色毛蟻、 Lasius japonicus）は、ハチ目（膜翅目）アリ科ケアリ属に属するアリの一種である。
女王と働きアリで大きさが大きく異なり、ケアリ属の中では大型種。公園などでごく普通に見られる種類である。

## 形態
働きアリの体長は2.5～3.5 mmなのに対し、女王アリの体長は7~9 mmになる。いずれも全体的に黒褐色をしており、働きアリは頭部が大きく発達している。
腹部・頭部に通常20本程度の立毛が見られ、形態はヒメトビイロケアリに似る。しかし、ヒメトビイロケアリは立毛がほとんどなく、より小型である（一部オーバーラップする）。

## 生態
本種は多産なことで有名で、かなり成熟したコロニーは数万個体に達する。また、アブラムシとの共生関係でも有名であり、アブラムシの蜜滴をもらう代わりに天敵のテントウムシから守るという生態を持つ。
巣は朽木や枯れ木の近くの土中に営巣する。
性格面では女王は臆病で、働きアリよりも素早く逃げ惑うことがよくある。
アメイロケアリやクロクサアリに一時的社会寄生されることがわかっている。
単雌性で、一つのコロニーには一匹の女王がいる。

## 生活史
結婚飛行は7月から8月の早朝に行う。

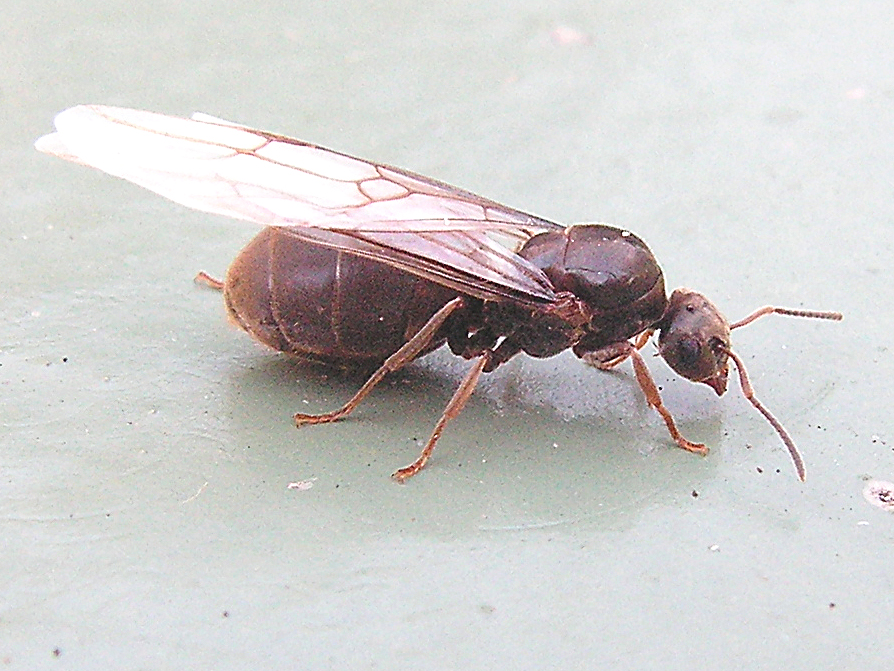
有翅雌（翅を持つ交尾前の新女王）

トビイロケアリの近縁種、ハヤシケアリは灯火に飛来することもあり、雌雄の大群が蚊柱をつくることがある。
交尾は空中で行われ、交尾を終えた雄はそのまま死亡する。一方雌は巣となる場所を探し歩き、巣をつくる。
最初の巣は、部屋が一つしかなく身動きができるほどの小さい部屋で産卵する。

## 飼育
他のアリと比べ、とにかく丈夫で飼いやすい。女王アリが1年目から卵を大量に産むので1年目から大きなコロニーを構築させられる。飼育時はケースを湿られせなければならないので、石膏の巣などが向いている。エサは他のアリと同じようにはちみつやメープルシロップを薄めたものや、黒糖、昆虫ゼリー、ミルワーム、乾燥赤虫などを与える。できれば、シロアリ、デュビア（アルゼンチンモリゴキブリ）なども与える。